# 蘇丹 (犀牛)
苏丹（Sudan，1973年—2018年3月19日）是一頭雄性北白犀，它原先生活在非洲，1975年被人工捕獲，同年被帶到捷克的拉貝河畔皇宮野生動物園，並在該動物園一直待到2009年。此後蘇丹又來到肯尼亚萊基皮亞郡的奥尔佩耶塔保护区，並在那裡度過餘生。在蘇丹去世前夕，它是世界上仅有的三头在世的北白犀之一，也是最后一头已知的雄性北白犀。苏丹因患有并发症，于2018年3月19日被實施安乐死。